# Kel Ajjer
Los Kel Ajjer (también Kel Ajjar, Kel Azjar, o  Kel Azdjer) son una confederación Tuareg cuyo territorio está situado entre Libia y Argelia, concretamente en el Oeste de Libia y el este del Sáhara argelino, su capital tradicional es Ghat, y en menor medida Ubari, ambas ciudades están en la región de Fezán, en Libia. Los Kel Ajjer hablan el idioma tamahaq.

## Territorio
El territorio de los Kel Ajjer ocupa la  Provincia de Illizi, en la parte argelina y Ubari en el lado libio de la frontera. El territorio fue en la Antigüedad la cuna de la civilización de los Garamantes.

## Organización
Hasta la colonización, todo Ajjer estaba bajo la autoridad de un solo Amenokal (jefe).
El último, In Gueddazen ag Kalala, del cacicazgo de los Ourâghen (o Uraghen, Oreighen), llegó al poder en 1886. Sin embargo, con la aparición de la frontera entre Libia y Argelia en 1916, el cacicazgo tradicional se divide en dos ramas para adaptarse a esta realidad, incluso si se refieren al mismo ascendente, Mohamed ag Ti-n-Akerbas, fundador de la jefatura de Ouraghen en el siglo XVII.
El Imanghassaten nunca aceptó el dominio de los Ouraghen y abandonó el centro de Ajjer, es decir, la región de Ghât, para establecerse en Fezán, causando una división dentro del cacicazgo.
Finalmente, el cacicazgo tuareg Kel Ajjer se dividió en cuatro grupos:
- el grupo Oubari;

- el grupo Ghât, formado por el clan Ouraghen y sus afluentes;[1]

- el grupo Targa, formado por el clan Imanghasaten y sus afluentes, que viven en la región de Fezán;

- el grupo argelino.

La confederación Tuareg Kel Ajjer tiene dos jefaturas tuareg, en competencia en Libia: la Imanghasaten y la Ouraghen.

## Relación con otras tribus
Los Kel Ajjers han forjado alianzas para asegurar rutas de caravanas, especialmente con los grupos vecinos.
Los grupos arabófonos de Isinaouen, que viven al norte de Ghat y al sur de Yebel Nefusa, estaban relacionados con el parenté à plaisanterie - un parentesco reconocido entre pueblos africanos - con los Kel Ajjers, especialmente con los Ourâghen, cuyos camellos alquilaron durante la época de las caravanas comerciales transaharianas.
Los Tuaregs Kel Ajjer están tradicionalmente en contacto con los Tubu y renovaron, en 2003, el tratado de amistad que los unía a ellos.
Para fortalecer su emancipación del Ouraghen, los Imanghassaten forjaron alianzas políticas con grupos arabófonos rivales de estos últimos, como por las tribus árabes de Zintan, que habitan en Yebel Nefusa.

## Historia
En la antigüedad, los Kel Ajjer mantuvieron una economía basada en la agricultura (desarrollada en los oasis en torno a Ghat y Djanet). Además, el poder que ejercían sobre esta última área les permitió controlar el comercio transahariano y traficar con camellos y hierbas.
Todas estas ventajas, que les facilitaron sobrevivir sin necesidad de recurrir a la ganadería, les dieron la hegemonía sobre la zona, sometiendo así a sus vecinos de la confederación Kel Ahaggar.
Sin embargo, entre los años 1875 y 1878, ambos grupos se enfrentaron, resultando los Ajjer ampliamente derrotados.

### Durante la Primera y Segunda Guerras Mundiales
La ciudad de Ghat fue tomada durante el gobierno de la Libia italiana de la Primera Guerra Mundial. Los Kel Ajjer se enfrentaron a la ocupación italiana junto con los  otomanos y el líder supremo de los sanusíes, Ahmed Sharif as-Senussi.
Cuando el Imperio colonial francés arrebató a Italia el control de la región de Fezzan durante la Segunda Guerra Mundial, los Kel Ajjer se rebelaron nuevamente por el control de sus tierras. En 1943, los franceses consolidaron su dominio de la región con la toma de Murzuk. No obstante, impulsados por la Yihad, siguieron luchando ferozmente contra estos.
Finalmente, cuando el rey Idris I de Libia negoció la expulsión de las tropas francesas de Fezzan en 1954, los Kel Ajjer volvieron a poblar la zona.

### Régimen de Gadafi
Los tuaregs libios no se opusieron al régimen de los comités revolucionarios instaurados por el coronel Gadafi en 1969. Por el contrario, aprovechando la política de Gadafi que hizo de las alianzas tribales un pilar importante de su sistema político, mantuvieron una posición privilegiada que adquirieron en el seno de las instituciones del Estado del tiempo de la monarquía.
Al mismo tiempo Gadafi reforzó la competencia entre los tuaregs libios de la rama de Ghat y la de Targa.
Los Ouraghen, con sus aliados árabes Magarha y Oulad Souleymane, apoyaron al régimen de Gadafi.
Otros análisis señalan la complejidad de la relación de Gadafi con los tuaregs dado que el gobernante consideraba que podían ser un factor de desunión. Así durante los primeros años de su gobierno la mayor parte de tribus tuareg fueron marginadas y reprimidas culturalmente además de forzadas al éxodo urbano. La situación mejoró en los años posteriores pero volvió a complicarse tras el intento fallido de golpe de Estado en 1977. En el ámbito de política internacional la situación era distinta y Gadafi se muestra como el único aliado del pueblo tuareg pese a la exclusión interna. En 1972 crea la Legión Islámica, un grupo paramilitar formado sobre todo por tuareg pero proceden de Malí y Níger, no de las tribus de Libia.